# Cabreros del Monte
Cabreros del Monte é um município da Espanha na província de Valladolid, comunidade autónoma de Castela e Leão, de área 28,00 km² com população de 82 habitantes (2007) e densidade populacional de 2,93 hab./km².

## Demografia
| Variação demográfica do município entre 1991 e 2004 | Variação demográfica do município entre 1991 e 2004 | Variação demográfica do município entre 1991 e 2004 | Variação demográfica do município entre 1991 e 2004 |
| --------------------------------------------------- | --------------------------------------------------- | --------------------------------------------------- | --------------------------------------------------- |
| 1991                                                | 1996                                                | 2001                                                | 2004                                                |
| 115                                                 | 105                                                 | 91                                                  | 84                                                  |